# Бисама, Хосе
Хосе Карлос Бисама Венегас (исп. José Carlos Bizama Venegas; 25 июня 1994, Куранилауэ, Чили) — чилийский футболист, защитник клуба «Палестино». Выступал за сборную Чили.

## Клубная карьера
Бисама — воспитанник клуба «Уачипато». 25 мая 2014 года в поединке Кубка Чили против «Депортес Консепсьон» Хосе дебютировал за основной состав. 8 августа 2015 года в матче против «Депортес Икике» он дебютировал в чилийской Примере. 16 января 2016 года в поединке против «Депортес Икике» Хосе забил свой первый гол за «Уачипато».
11 июля 2019 года Бисама перешёл в клуб MLS «Хьюстон Динамо». Из-за задержки визы он был включён в состав клуба только 1 августа. За «Хьюстон Динамо» он дебютировал 11 августа в матче против «Филадельфии Юнион». 28 февраля 2020 года на тренировке перед матчем стартового тура сезона против «Лос-Анджелес Гэлакси» Бисама получил спиральный перелом малоберцовой кости, и 2 марта перенёс восстановительную операцию. 5 августа 2021 года Бисама отправился в аренду в клуб Чемпионшипа ЮСЛ «Шарлотт Индепенденс» на оставшуюся часть сезона 2021. За «Шарлотт Индепенденс» он дебютировал 8 сентября в матче против «Лаудон Юнайтед». По окончании сезона 2021 «Хьюстон Динамо» не стал продлевать контракт с Бисамой.
10 января 2022 года Бисама подписал контракт с «Палестино».

## Международная карьера
31 мая 2018 года в товарищеском матче против сборной Румынии Бисама дебютировал за сборную Чили.